# Héroes de los 80: Loquillo y los Trogloditas
Héroes de los 80: Loquillo y los Trogloditas es un álbum recopilatorio de Loquillo, editado por DRO en 1993.

## Canciones
1. Hawaii 5-0 (3.09)
2. Todos los chicos en la playa (3.43)
3. Pacífico (2.57)
4. Vaqueros del espacio (3.25)
5. El ritmo del garaje (4.52)
6. Maria (2.50)
7. Pégate a mí (3.24)
8. Barcelona ciudad (3.32)
9. Oh qué casualidad (2.49)
10. Avenida de la Luz (5.51)
11. Cadillac solitario (3.35)
12. Rocker City (3.52)